# Marcin Pudysiak
Marcin Pudysiak (ur. 31 października 1974 w Gdyni) – polski piłkarz, występujący na pozycji pomocnika. Reprezentował barwy I-ligowej Arki Gdynia, z którą wywalczył awans do ekstraklasy w 2005 roku.
W ekstraklasie zadebiutował 29 lipca 2005 roku w meczu wyjazdowym z Lechem Poznań zmieniając w 66. minucie Bartosza Ławę. Wcześniej występował w trójmiejskich zespołach Lechii Gdańsk i Bałtyku Gdynia oraz w Hetmanie Zamość.